# Melanophryniscus alipioi
Melanophryniscus alipioi är en groddjursart som beskrevs av Langone, Segalla, Bornschein och de Sá 2008. Melanophryniscus alipioi ingår i släktet Melanophryniscus och familjen paddor. IUCN kategoriserar arten globalt som otillräckligt studerad. Inga underarter finns listade i Catalogue of Life.